# Villegas (película)
Villegas es una película de drama carretero argentina-francesa-holandesa de 2012 dirigida y escrita por Gonzalo Tobal. Narra la historia de dos primos que no comparten el estilo de vida del otro, pero deberán convivir durante un viaje mientras se dirigen al funeral de su abuelo. Está protagonizada por Esteban Lamothe y Esteban Bigliardi. La película se estrenó mundialmente el 16 de abril de 2012 durante el Buenos Aires Festival Internacional de Cine Independiente, mientras que su estreno comercial en las salas de cines de Argentina fue el 28 de febrero de 2013.

## Sinopsis
La historia sigue a dos primos treintañeros, Pipa y Esteban, que emprenden un viaje en automóvil de regreso a su pueblo de origen para asistir al funeral de su abuelo en General Villegas. Por un lado, Pipa lleva un estilo de vida bohemio, y por el otro, Esteban consolidó una vida más citadina con un trabajo seguro y planes de matrimonio, lo cual ha distanciado sus caminos a lo largo de los años, desde que ambos se mudaron a la capital. Sin embargo, durante el viaje de regreso a General Villegas, se ven obligados a enfrentar no solo el duelo por la pérdida de su abuelo, sino también las tensiones y diferencias entre ellos. 

## Elenco
- Esteban Lamothe como Esteban
- Esteban Bigliardi como Pipa
- Mauricio Minetti como Hugo
- María Inés Aldaburu como Alicia
- Paula Carruega como Jazmín
- Lucía Cavallotti como Clara
- Horacio Pugnaloni como Julio
- Christian Francucci como el Gordo
- Ana Uriarte como Ana

## Recepción

### Comentarios de la crítica
La película recibió críticas positivas por parte de la prensa. Fernando López de La Nación destacó que Tobal logró «una puesta en escena inteligentemente concebida y fruto de una esmerada elaboración»; y destacó el trabajo de «la banda sonora, la bellísima fotografía de Lucas Gaynor y el ejemplar montaje de Delfina Castagnino». Horacio Bernades de Página 12 rescató que Tobal construye una «película fresca» con la premisa de dos primos que viajan juntos para llegar al velorio de su abuelo, lo cual «permite observar un medio, una clase y unos personajes, sin el menor subrayado».
En una reseña para La Prensa, Juan Carlos Fontana escribió «si bien por momentos ralenta el ritmo en el desarrollo del guión, pone de manifiesto una temática que nunca pierde vigencia, de uno seres exquisitamente interpretados por dos valiosos actores: Esteban Lamothe y Esteban Bigliardi». Miguel Frías de Clarín valoró que «la opera prima de Gonzalo Tobal es sutilmente clásica, de gran solidez formal, con actuaciones medidas y al mismo tiempo espontáneas».

### Premios y nominaciones
| Lista de premios y nominaciones | Lista de premios y nominaciones                           | Lista de premios y nominaciones                                  | Lista de premios y nominaciones | Lista de premios y nominaciones | Lista de premios y nominaciones |
| Año                             | Organización                                              | Categoría                                                        | Nominado/a(s)                   | Resultado                       | Ref(s)                          |
| ------------------------------- | --------------------------------------------------------- | ---------------------------------------------------------------- | ------------------------------- | ------------------------------- | ------------------------------- |
| 2012                            | Buenos Aires Festival Internacional de Cine Independiente | Premio FEISAL - Mención especial                                 | Villegas                        | Ganador                         | [ 10 ]                          |
| 2012                            | Buenos Aires Festival Internacional de Cine Independiente | Premio de la Asociación de Cronistas Cinematográficos Argentinos | Villegas                        | Ganador                         | [ 10 ]                          |
| 2012                            | Festival de Cannes                                        | Cámara de Oro                                                    | Villegas                        | Participación                   | [ 11 ]                          |
| 2013                            | Festival Internacional de Cine de Miami                   | Reconocimiento especial                                          | Villegas                        | Ganador                         | [ 12 ]                          |
| 2013                            | Premios Sur                                               | Mejor ópera prima                                                | Villegas                        | Nominado                        | [ 13 ]                          |
| 2014                            | Premios Cóndor de Plata                                   | Mejor ópera prima                                                | Villegas                        | Nominado                        | [ 14 ]                          |
| 2014                            | Premios Cóndor de Plata                                   | Mejor música original                                            | Nacho Rodríguez                 | Nominado                        | [ 14 ]                          |